# Dominik Warta
Dominik Warta (* 1969 in Wien) ist ein österreichischer Schauspieler.

## Leben
Dominik Warta absolvierte von 1989 bis 1992 eine Schauspielausbildung an der Schauspielschule des Wiener Volkstheaters, wo er 1992 erste kleinere Rollen hatte. Von 1993 bis 2000 war er am Theater der Stadt Heidelberg fest engagiert, anschließend war er bis 2010 Ensemblemitglied am Schauspielhaus Graz. Dort war er unter anderem als Graf Wetter vom Strahl im Käthchen von Heilbronn, als Hagen in Die Nibelungen, und als George in Wer hat Angst vor Virginia Woolf? zu sehen. 2010/11 war er am Wiener Volkstheater engagiert. Seit 2011 ist er als freischaffender Schauspieler tätig und stand seitdem beispielsweise am Schauspielhaus Graz, am Volkstheater Wien, am Stadttheater Klagenfurt und am Landestheater Niederösterreich auf der Bühne.
Im Sommer 2018 verkörperte er bei den Raimundspielen Gutenstein im Verschwender die Rolle des Kammerdieners Wolf. Bei den Sommerspielen Perchtoldsdorf feierte er 2021 als Gerichtsrat Walter in Der zerbrochne Krug von Heinrich von Kleist Premiere.
In den Folgen Schock (2017) und Krank (2020) der Krimireihe Tatort übernahm er die Rolle des Verfassungsschützers Gerold Schubert.
Mit der Schauspielerin Andrea Wenzl hat er ein gemeinsames Kind.

## Filmografie (Auswahl)
- 2010: Bell Canto
- 2011: Die Vaterlosen
- 2012: Braunschlag – Im Keller (Fernsehserie)
- 2014: Das Attentat – Sarajevo 1914 (Fernsehfilm)
- 2014: Spuren des Bösen – Schande
- 2015: Altes Geld (Fernsehserie, drei Episoden)
- 2015: Beautiful Girl
- 2015: Landkrimi – Wenn du wüsstest, wie schön es hier ist
- 2015: Meine fremde Frau (Fernsehfilm)
- 2015: Planet Ottakring
- 2016: SOKO Kitzbühel – Ein Mords-Spaß (Fernsehserie)
- 2017: SOKO Donau/SOKO Wien – Dicke Luft (Fernsehserie)
- 2017: Tatort: Schock (Fernsehreihe)
- 2017: Schnell ermittelt – Einsamkeit (Fernsehserie)
- 2017: Stadtkomödie – Harri Pinter, Drecksau
- 2017–2019: Maria Theresia (Fernsehserie)
- 2018: L’Animale
- 2018: Landkrimi – Achterbahn
- 2019: Balanceakt
- 2019: SOKO Kitzbühel – Es geschah am Nachmittag (Fernsehserie)
- 2019: Südpol (Fernsehfilm)
- 2019: Wie ich lernte, bei mir selbst Kind zu sein
- 2019: Vienna Blood – Der verlorene Sohn
- 2020: The Trouble with Being Born
- 2020: Wischen ist Macht – Fußball ist meine Religion  (Fernsehserie)
- 2020: Tatort: Krank (Fernsehreihe)
- 2020: Letzter Wille – Masken (Fernsehserie)
- 2021: SOKO Donau/SOKO Wien – Gastfreundschaft (Fernsehserie)
- 2022: Euer Ehren (Fernsehserie)
- 2022: Landkrimi – Steirergeld (Fernsehreihe)
- 2023: Landkrimi – Immerstill (Fernsehreihe)
- 2023: SOKO Linz – Tödliche Ernte (Fernsehserie)
- 2024: Veni Vidi Vici
- 2024: Trost und Rath – Tanz mit dem Teufel (Fernsehreihe)
- 2024: Die Toten vom Bodensee – Nachtschatten (Fernsehreihe)
- 2025: Das geheime Stockwerk
- 2025: Tatort: Wir sind nicht zu fassen! (Fernsehreihe)

## Auszeichnungen
- 2018: Diagonale – Schauspielpreis für das gesamte Ensemble von L’Animale[10]
- 2020: Diagonale – Schauspielpreis für The Trouble with Being Born[11]